# Julia Fischer
Julia Fischer (Múnic, 15 de juny de 1983), és una violinista i pianista clàssica Alemanya. És una professora de la Universitat de Música i Arts a Múnic i s'estima que toca uns 60 cops a l'any. Ha guanyat diversos premis al llarg de la seva carrera musical que va començar l'any 1995 i segueix en el punt culminant. Per tant, en els seus vint-i-cinc anys com a artista i professora ha anat guanyant fama.

## Biografia
Julia Fischer és d'ascendència Alemanya-Eslovaca. Els seus pares; Vera Fischer, música Eslovaca i Frank-Michael Fischer, matemàtic Alemany-del Sud, es varen conèixer quan estudiaven a Praga.

### Educació Musical
A la jove edat dels quatre anys, va començar la iniciació a l'instrument del violí, amb el Mètode Suzuki (mètode de 10 llibres amb un repertori variat, en el que s'anima als joves a treballar intensament per aconseguir el talent musical que anhelen). Tan sols uns mesos més tard va començar amb el piano amb la seva mare com a professora. Fischer va dir: "La meva mare és pianista i jo també volia tocar el piano igual de bé, però com que el meu germà gran també tocava el piano vaig pensar que estaria bé aprendre un altre instrument. Vaig provar el violí i em vaig quedar amb ell."
Als vuit anys va ser admesa al conservatori Leopold Mozart d'Ausburg amb Lydia Dubrowaska. I un any després, als nou anys va continuar la seva educació musical a la Universitat de Música i Arts de Múnic amb la reconeguda violinista Ana Chumachenco, que, anys més tard va succeir.
Als 12 anys, va tocar: el Primer Concert de Beethoven al Concurs Internacional Yehudi Menhin, guanyant-lo i atraient l'interès d'altres artistes reconeguts, entre ells: Lorin Maazel, Neville Marriner, Simon Rattle, Yuri Terminakob, Christoph Eschenbach i Jeffrey Tate.
En la seva joventut, Fischer va idolitzar als artístes: Glenn Gould, Evgeny Kissin i Maxim Vengerov.
Un any després els seus pares es van divorciar.

### Carrera
Ha estat fent concerts i competicions des de la jove edat dels 11-12 anys i als 23, va començar a donar classes de violí, la professora més jove d'Alemanya. Quan un alumne se li presenta, ella li fa escriure un assaig en què l'alumne escriu sobre per què ha escollit la música. Si l'alumne diu que fer "fer-se famós" o per "ser reconegut", ella no l'acceptarà, per molt de talent que tingui.
Ha treballat amb diferents directors reconeguts i ha fet col·laboracions amb orquestres d'Alemanya, Estats Units, El Regne Unit, Polònia, França, Itàlia, Suïssa, Els Països Baixos, Noruega, Rússia, Japó, Txèquia i Eslovàquia.

## Instruments
Actualment (2020), Fischer toca un Guadagnini del 1742 al que va comprar el maig del 2004. El va alternant amb un Philipp Augustin del 2011 que té des del 2012. Però 4 anys abans, feia servir un Stradivarius del 1716, de la fundació: Nippon Music Foundation que anteriorment havia estat fent servir Iona Brown. Normalment fa servir un arquet Benoit Rolland.
El 2010 Fischer va dir: "He tocat amb un violí sencer (4/4) des dels deu anys. La qualitat dels meus instruments ha anat millorant amb el temps: Ventapane, Gagliano i Testore. Fins a Guarneri el 1998. Però mai vaig estar satisfeta amb aquest violí i em vaig canviar a l'Stradivarius (el de 1716 de la fundació: Nippon Music Foundation) amb el que vaig tocar 4 anys i em va agradar molt. Sempre havía volgut un violí propi. Per tant, fa uns sis anys, a Londres vaig comprar el mestre de concerts de: Academy of St. Martin in the Fields, el Guadagnini de 1742".

## Vida Privada
Julia Fischer està casada i té dos fills. Viuen a Gauting, als afores de la seva ciutat natal; Múnic.
El seu somni que no sap si algún dia podrà aconseguir és "tenir una escola. No una escola de música, on només s'aprengui música. Una escola on s'aprengui de tot però se li doni a la música un rol més important que el que se li dona a les escoles".

## El Seu Quartet
L'any 2011, ella va formar el seu quartet de corda amb: Alexander Sitkovetsky al violí, Nils Mönkemeyer a la viola i Benjamin Nyffenegger al violoncel.
El quartet va fer una gira el 2018 per; Leipzig, Londres, Luxemburg, Múnic i Zúric.

## Repertori
Els compositors amb els quals ha passat més temps tocant són Bach, Beethoven, Brahms, Dvorak i Schubert. "Beethoven és com a part de la meva sang" explica. "La meva mare és pianista i el meu germà, de fet, ara és enginyer però toca el piano. Els agradava molt Beethoven. Crec que no va haver-hi un moment en què algun dels tres no estigués tocant alguna peça de Beethoven".
Encara que diu que té una relació sentimental amb Dmitri Xostakóvitx perquè els seus dos pares provenen de països comunistes (com Xostakóvitx), per tant jo vaig créixer exactament sabent com es viu sota l'imperi Soviètic. Per tant, quan escolto o toco música composta per Xostakóvitx, em recorda a mi, i espero que els recordi al meu públic lo dur que és viure en un país on hi ha un dictador i on no hi ha drets humans.

## Premis
Al llarg de la seva carrera musical, Fischer ha guanyat diversos premis, però, realment 2 premis han sigut importants per la seva carrera, marcant-la de per vida:
Aquests han sigut:
- 1995: Guanyadora del Concurs Internacional de Yehudi Menuhin per Violí a Folkestone sota la supervisió de Yehudi Menuhin.
- I, tan sols un any després, el 1996, va guanyar el Concurs Eurovisió per a Joves Músics a Lisboa. La seva actuació va ser passada per live a 22 països diferents.

A part d'aquests premis, també ha guanyat:
- 1997: "Prix d'Epoir" el premi de la Indústria Musical Europea
- 1997: Premi a Solista al festival “Mecklenburg-Western Pomerania”
- 1998: “EIG Music Award”
- 2000: Premi Promocional "Deutschlandfunk"
- 2005: "ECHO Klassik Award" pel CD Concerts per a Violí Russos
- 2005: Guanyadora del "Beethoven Ring"
- 2006: “BBC Music Magazine Awards 2006 Best Newcomer” pel CD J.S. Bach, Sonatas i Partitas per Violí Solista (BWV 1001–1006)
- 2007: “The Classic FM Gramaphone Awards Artist of the Year”
- 2007: “ECHO Klassik Award” pel CD Tchaikovsky Violin Concerto
- 2009: “MIDEM Classical Award” com a “Música del 2008”

## Discografia

### Format CD[12]
- In Memoriam Yakov Kreizberg
- Mozart - The Violin Concertos
- Mozart - Violin Concertos Nos. 3 & 4, Adagio K. 261, Ronde K. 269
- J.S.Bach - Sonatas & Partitas for Solo Violin
- Mendelssohn - The Piano Trios
- Mozart - The Violin Concertos Nos. 1, 2 & 5
- Peter Iliych Tchaikovsky - Violin Concerto - Sérénade Mélancholique - Vals - Souvenir d'un lieu cher
- Mozart - Sinfonia Concertante K. 364 & Rondo for Violin and Orchestra & Concertone K. 190
- Franz Schubert - Complete Works for Violin Volume 1
- Franz Schubert - Complete Works for Violin Volume 2
- Khachaturian-Prokofiev-Glazunov - Russian Violin Concertos
- Schubert - The Complete Works for Violin and Piano
- RE-RELEASE Brahms - Violin Concerto in D & Double Concerto in A minor
- Schubert - The Complete Works for Violin and Piano
- RE-RELEASE Brahms - Violin Concerto in D & Double Concerto in A minor
- RE-RELEASE Julia Fischer Mendelssohn
- RE-RELEASE Tchaikovsky - Violin Concerto in D / Sérénade mélancolique / Valse-Scherzo / Souvenir d'un lieu cher
- RE-RELEASE J.S.Bach - Sonatas & Partitas for Solo Violin

### Format Vinil[12]
- VINYL: J.S.Bach - Sonatas & Partitas for Solo Violin
- VINYL: Russian Violin Concertos
- VINYL: Tchaikovsky Violin Concerto